# Église du Saint-Rédempteur de Roubaix
L'église du Saint-Rédempteur est une église catholique de Roubaix dépendant du diocèse de Lille et de la paroisse de la Fraternité. Elle est consacrée au Rédempteur. Cette petite église moderne remplace une première église plus vaste démolie en 1990, visible ci-contre.

## Histoire et description
Le quartier du Pile dépendait depuis les années 1860 de l'église Sainte-Élisabeth; mais l'accroissement démographique du quartier à cause du formidable essor industriel roubaisien nécessite au bout de vingt ans de fonder une nouvelle paroisse. Mgr Berteaux, curé-doyen de la paroisse Saint-Martin, finance le projet d'une nouvelle église pour le quartier du Pile par souscription et donations. L'église du Très-Saint-Rédempteur (tel est son nom complet) est construite rue Bourdaloue en 1881-1884 par Paul Destombes (auteur des plans du  couvent de la Visitation de Roubaix) et bénie le 18 février 1884. Les orgues du facteur d'orgues Paul Schyven sont installées en 1897 et le clocher achevé en 1898. L'église est large et vaste avec un intérieur à trois nefs à la fois classique et baroque. le maître-autel de marbre dans le chœur (surmonté d'une coupole) est remarquable, mais c'est surtout la chaire avec son grand abat-voix et son escalier de pierre dont la balustrade est ponctuée de statues qui frappe la vue. L'église est décorée de statues et de mosaïques.

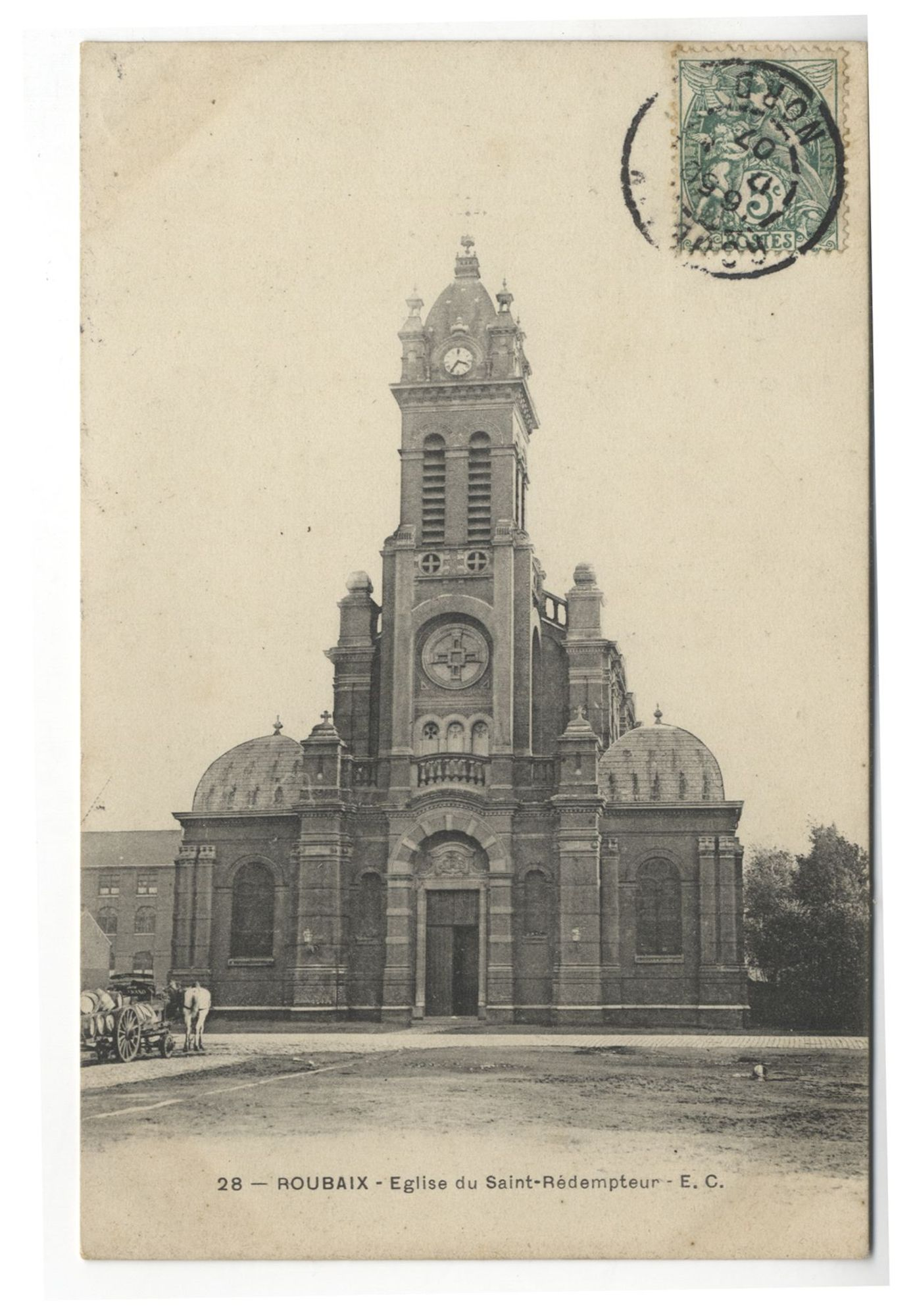
La première église du Saint-Rédempteur en 1907
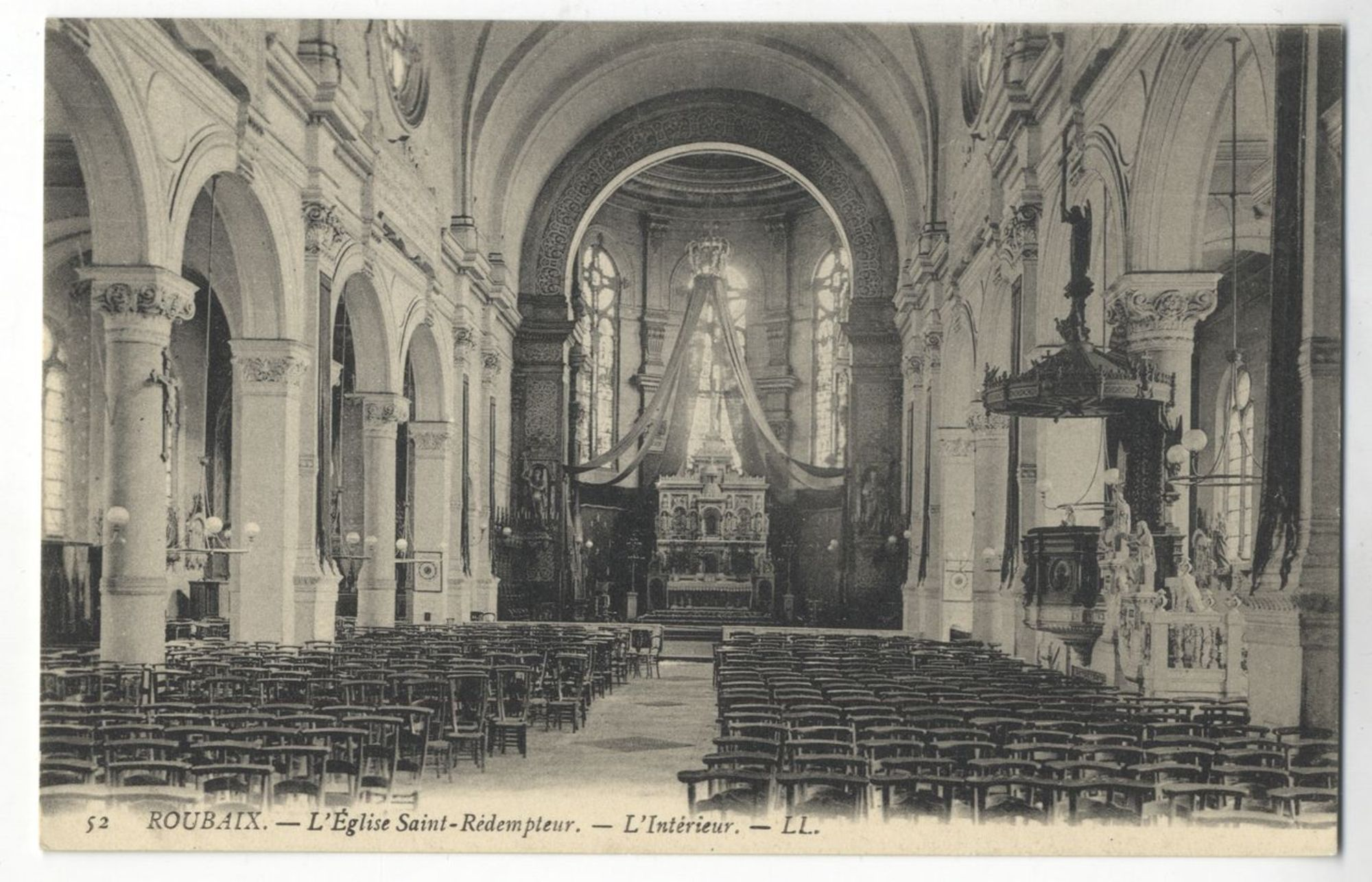
Intérieur de la première église du Saint-Rédempteur vers 1920
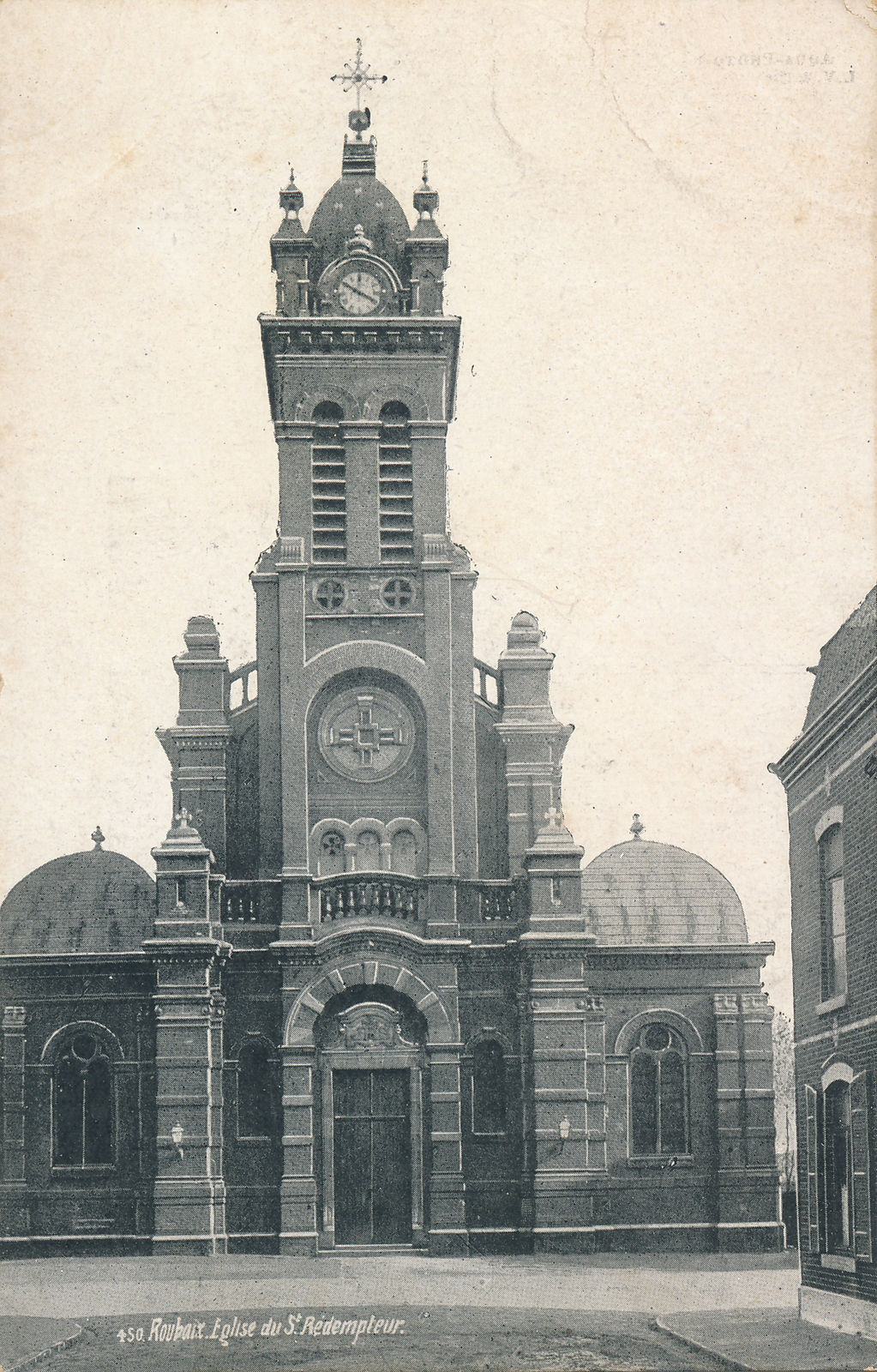
La première église du Saint-Rédempteur vers 1900

Pendant la Seconde Guerre mondiale, le quartier du Pile est frappé par des bombardements britanniques, notamment le 31 août 1941 avec une quarantaine de bombes ; le clocher de l'église et le portail sont atteints et les vitraux sont pulvérisés. Ce seul raid aérien sur le quartier du Pile fait trente-huit morts et cinquante-six blessés. Il faut attendre 1947 pour que l'église soit réparée. Après les années 1970, la baisse brutale de la pratique catholique dans le département du Nord et l'arrivée de populations d'origine non-chrétienne changent la physionomie de la paroisse. L'église, faute d'entretien par la commune de Roubaix et par manque de moyens du diocèse, se dégrade. L'église ferme en 1988 et l'association diocésaine la fait démolir en 1990 avec l'accord de la commune.
Une nouvelle petite église moderne de briques, plus fonctionnelle, est financée en partie par la commune en remplacement de la première, tandis que l'association diocésaine assure la maîtrise de l'ouvrage. Le projet est confié aux architectes Philippe Escudié et Jean-François Fermaut. Elle est bâtie en 1993-1994. La nouvelle église basse et de petites dimensions est de forme circulaire et peut accueillir 130 personnes. Impersonnelle, elle est toutefois signalée par un petit campanile. Des salles de réunion lui sont adjointes. L'église dessert un quartier de petites maisons de briques et de HLM pour des catégories modestes. L'église du Saint-Rédempteur n'est plus une église paroissiale, mais un relais de la nouvelle paroisse de la Fraternité. Quant à l'orgue de Schyven au buffet Renaissance de la première église, restauré en 1949, il a tout simplement « disparu » dans la démolition de l'église en 1990,...